# Bodenbenderia
Bodenbenderia – wymarły rodzaj trylobitów z rzędu Corynexochida i rodziny Leiostegiidae. Żył w ordowiku.
Takson monotypowy. Rodzaj i jedyny gatunek, Bodenbenderia longifrons, opisane zostały w 1957 roku przez Horacia Harringtona i Armanda Leanzę na podstawie skamieniałości pochodzących z piętra dolnego treamdoku, odnalezionych na terenie Argentyny.
Trylobit ten miał małe, nieco szersze niż długie cranidium. Duża, wypukła glabella miała równoległe boki, półokrągły przód, dwie pary bruzd bocznych (przednie ukośne i bardo słabe, przedpotyliczne zaś silniejsze), a jej szerokość wynosiła około 70% jej długości. Głęboka bruzda potyliczna oddzielała wąski i prosty pierścień potyliczny. Szew twarzowy miał przed oczami przednie odnogi prawie równoległe, a ramiona tylne krótkie i ukośne. Duże oczy osadzone były w pobliżu glaeblli. Wąskie i obniżone pole preglabellarne cechowała wąska i wyniesiona krawędź przednia. Fixigenae miały wąskie pola palpebralne.